# Struthanthus pedunculatus
Struthanthus pedunculatus är en tvåhjärtbladig växtart som först beskrevs av Nikolaus Joseph von Jacquin, och fick sitt nu gällande namn av George Don jr. Struthanthus pedunculatus ingår i släktet Struthanthus och familjen Loranthaceae. Inga underarter finns listade i Catalogue of Life.